# 葱油拌面
葱油拌面，也称开洋葱油拌面，是上海的一款传统面食 。